# Perdea
Le  perdea est un cépage métis de France produisant des raisins blancs.

## Étymologie
Si de nos jours en basque unifié (enseigné dans les écoles) la couleur verte se traduit par Orlegia ou Berdea, Perdea signifie littéralement aussi « Le vert » et s'utilise parfois au Pays basque français en dialecte labourdin.

## Origine et répartition géographique
Le  perdea est une obtention du basque Pierre Marcel Durquety de l’Institut national de la recherche agronomique de Bordeaux. L'origine génétique est vérifiée et c'est un croisement des cépages Raffiat de Moncade et Chardonnay. Le cépage est recommandé ou autorisé dans la majorité des départements viticoles en Sud-Ouest et en Sud-Est de la France. En France il couvre quelque 3 hectares (1998).
Pierre Marcel Durquety, Chargé de recherches, a réalisé de nombreux croisements intraspécifiques entre 1950 et 1980 dont sept variétés sont inscrites officiellement au catalogue des cépages, dont quatre rouges (Arinarnoa, Egiodola, Ekigaïna, Semebat) et trois blanches (Arriloba, Liliorila, Perdea).

## Caractères ampélographiques
- Extrémité du jeune rameau cotonneux blanc.
- Jeunes feuilles en gouttière, face supérieure duveteuse, verdâtre ou jaunâtre.
- Feuilles adultes, entière, le sinus pétiolaire est en lyre. Sinus latéraux supérieurs en U quand ils existent, des dents ogivales, moyennes, un limbe faiblement pubescent.

## Aptitudes culturales
La maturité est de deuxième époque précoce : 10 jours après le chasselas.

## Potentiel technologique
Les grappes sont grosses et les baies sont de taille petite ou moyenne. La grappe est conique et assez lâche. Le cépage est vigoureux et s'il est conduit à taille Guyot ou au cordon palissé, la production est bonne et régulière. Il est sujet au légèr millerandage certaines années et il est assez résistant à la pourriture grise.
Le vin blanc est bouqueté et fruité ayant une belle acidité. Le vin est d'une bonne qualité.

## Synonymes
Néant